# Слик (вид автомобилна гума)
Слик (на английски: slick – гладка) е гума за сухо време с гладка повърхност (без шарки). Дава максимално сцепление и висока скорост в завой на болидите. Използва се в състезанията от Формула 1 и други моторни спортове. Забранени от ФИА от сезон 1998 до сезон 2008, но от сезон 2009 ФИА отново ги разрешава.
Гладките гуми (сликовете) са разработени с влагане на огромни финансови и технологични средства, от огромни екипи, множество тестове, както стационарни, така и поставени върху спортен автомобил, имат много висок коефициент на сцепление със състезателното трасе, като в процеса на работа се износват за много кратко време (за малък брой обиколки). Преди да бъдат монтирани на автомобила, гумите предварително се загряват в специални покривала, където достигат номинална работна температура. При движение с висока скорост се разтапя повърхностният слой от високата температура и триене с асфалта, като се образуват мехури.
В много случаи вследствие на неправилно избраните настройки на болида (аеродинамични, геометрия на окачването, притискателна сили) сликовете се износват многократно по-бързо от нормалното (наречено „грейдинг“), при което се губи сцепление с трасето и много по-ниска скорост в завоите.
Тъй като болидите от Формула 1 не ползват антиблокираща система, а спират с много висока скорост преди и в завоите, често се получава блокиране на предно колело, при което се получава крайно неблагоприятния процес на свръхизносване (наречен „спотинг“) на тази част от повърхността, която е била в контакт с трасето, създавайки вибрации, дебалансиране на болида и като цяло – по-ниска скорост.